# العلاقات السورية الهندوراسية
العلاقات السورية الهندوراسية هي العلاقات الثنائية التي تجمع بين سوريا وهندوراس.

## مقارنة بين البلدين
هذه مقارنة عامة ومرجعية للدولتين:
| وجه المقارنة                                              | سوريا                    | هندوراس          |
| --------------------------------------------------------- | ------------------------ | ---------------- |
| المساحة (كم2)                                             | 185.18 ألف               | 112.49 ألف       |
| عدد السكان (نسمة)                                         | 18.27 مليون              | 9.27 مليون       |
| الكثافة السكانية (ن./كم²)                                 | 98.66                    | 82.41            |
| العاصمة                                                   | دمشق                     | تيغوسيغالبا      |
| اللغة الرسمية                                             | اللغة العربية            | اللغة الإسبانية  |
| العملة                                                    | ليرة سورية               | لمبيرة هندوراسية |
| الناتج المحلي الإجمالي (بليون دولار)                      | 60.20 مليار              | 22.98 مليار      |
| الناتج المحلي الإجمالي (تعادل القوة الشرائية) بليون دولار |                          | 41.14 مليار      |
| الناتج المحلي الإجمالي الاسمي للفرد دولار أمريكي          |                          | 2.53 ألف         |
| الناتج المحلي الإجمالي للفرد دولار أمريكي                 |                          | 4.91 ألف         |
| مؤشر التنمية البشرية                                      | 0.594                    | 0.606            |
| رمز المكالمات الدولي                                      | +963                     | +504             |
| رمز الإنترنت                                              | .sy                      | .hn              |
| المنطقة الزمنية                                           | ت ع م+02:00، ت ع م+03:00 | 00               |

## منظمات دولية مشتركة
يشترك البلدان في عضوية مجموعة من المنظمات الدولية، منها:
| علم المنظمة | اسم المنظمة                               | تاريخ انضمام سوريا | تاريخ انضمام هندوراس |
| ----------- | ----------------------------------------- | ------------------ | -------------------- |
|             | مؤسسة التنمية الدولية                     | 28 يونيو 1962      | 23 ديسمبر 1960       |
|             | يونسكو                                    | 16 نوفمبر 1946     | 16 ديسمبر 1947       |
|             | وكالة ضمان الاستثمار متعدد الأطراف        | 14 مايو 2002       | 30 يونيو 1992        |
|             | الأمم المتحدة                             | 24 أكتوبر 1945     | 17 ديسمبر 1945       |
|             | الاتحاد البريدي العالمي                   | ?                  | ?                    |
|             | البنك الدولي للإنشاء والتعمير             | 10 أبريل 1947      | 27 ديسمبر 1945       |
|             | الاتحاد الدولي للاتصالات                  | 12 يناير 1924      | 27 أكتوبر 1925       |
|             | منظمة حظر الأسلحة الكيميائية              | ?                  | ?                    |
|             | مؤسسة التمويل الدولية                     | 28 يونيو 1962      | 20 يوليو 1956        |
|             | المركز الدولي لتسوية المنازعات الاستشارية | 24 فبراير 2006     | 16 مارس 1989         |
|             | منظمة الشرطة الجنائية الدولية             | ?                  | ?                    |

## وصلات خارجية
- موقع وزارة الخارجية الهندوراسية